# Federbach (Rur)
Der Federbach ist ein fast 1 Kilometer langer und linker Zufluss der Rur in den Stausee Obermaubach in Obermaubach, einem Ortsteil der Gemeinde Kreuzau im nordrhein-westfälischen Kreis Düren. 

## Verlauf
Der Federbach entspringt auf einer Höhe von etwa 320 m ü. NHN südlich des Ortsteils und verläuft auf einer Länge von rund 400 m vorzugsweise in nördlicher Richtung. Anschließend schwenkt er nach nordöstlicher, später in östlicher Richtung und entwässert in den Stausee Obermaubach.
Der 0,978 km lange Lauf des Federbachs endet ungefähr 155 Höhenmeter unterhalb seiner Quelle, er hat somit ein mittleres Sohlgefälle von etwa 16 %.